# Stankivți, Dolîna
Stankivți (în ucraineană Станківці) este localitatea de reședință a comunei Stankivți din raionul Dolîna, regiunea Ivano-Frankivsk, Ucraina.

## Demografie
Componența lingvistică a localității Stankivți
     Ucraineană (99,67%)
     Alte limbi (0,33%)
Conform recensământului din 2001, majoritatea populației localității Stankivți era vorbitoare de ucraineană (99,67%), existând în minoritate și vorbitori de alte limbi.